# Джарабутак
Джарабутак — посёлок в Адамовском районе Оренбургской области. Входит в состав Комсомольского сельсовета.

## География
Посёлок расположен недалеко от районного центра — Адамовки.
Часовой пояс
Посёлок Джарабутак как и вся Оренбургская область, находится в часовой зоне МСК+2. Смещение применяемого времени относительно UTC составляет +5:00.

## Население
| 2010 |
| ---- |
| 78   |